# Neurotoma saltuum
Neurotoma saltuum är en stekelart som först beskrevs av Carl von Linné 1758.  Neurotoma saltuum ingår i släktet Neurotoma, och familjen spinnarsteklar. Arten är reproducerande i Sverige.

## Bildgalleri

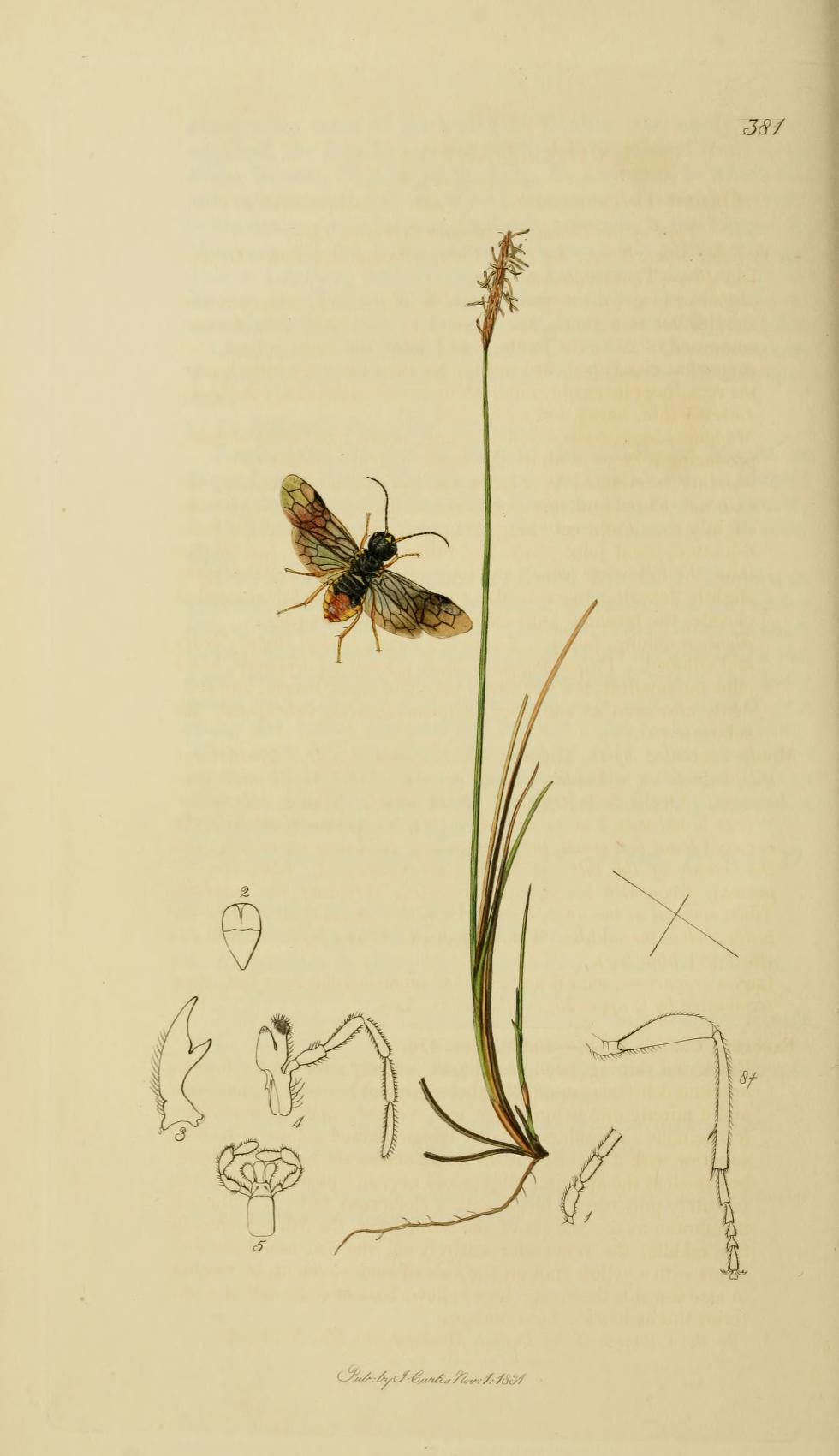